# Генрих IV (герцог Брауншвейг-Грубенхагена)
Генрих IV Брауншвейг-Грубенхагенский (нем. Heinrich IV. von Braunschweig-Grubenhagen; 1460 — 6 декабря 1526, Зальцдерхельден) — князь Грубенхагена с 1464 года до своей смерти.

## Биография
Сын герцога Генриха III Брауншвейг-Грубенхагенского и Маргариты, дочери герцога Яна I Жаганьского. После смерти отца в 1464 году он наследовал ему как князь Грубенхагена. Поскольку он был несовершеннолетним, его регентом до 1479 года был дядя Альбрехт II. После 1479 года он поделили княжество с Альбрехтом. Альберт получил замок Остероде и замок Герцберг; Генрих получил Гельденбургский замок. Они правили замком Грубенхаген совместно.
После смерти Альберта II в 1485 году Генрих стал опекуном своего несовершеннолетнего двоюродного брата Филиппа I. Когда Генрих умер бездетным в 1526 году, Филипп I унаследовал его территорию и таким образом воссоединив все части Грубенхагена.
В 1494 году Айнбеке Генрих IV женился на Елизавете (ум. 1542), дочери герцога Иоганна V Саксен-Лауэнбургского и Доротеи Бранденбургской. Брак был бездетным.